# Conteo
Conteo — второй сингл Дона Омара из его альбома Kings of Kings и фильма «Тройной форсаж: Токийский дрифт». В альбомной версии также присутствует вокал рэпера Джулза Сантаны, отсутствующий  в киноварианте.

## Музыкальное видео
В музыкальном клипе показаны Дон Омар и сцены из фильма. Видео также присутствует в DVD-издании фильма и в DVD-переиздании альбома King of Kings: Armageddon Edition.

## Чарты
| Чарт (2006)                         | Высшая позиция |
| ----------------------------------- | -------------- |
| U.S. Billboard Latin Rhythm Airplay | 36             |
| Венесуэла (National-Report)         | 4              |